# Сини (Козенца)
Сини је насеље у Италији у округу Козенца, региону Калабрија.
Према процени из 2011. у насељу је живело 207 становника. Насеље се налази на надморској висини од 276 м.